# Jan van den Dale
Jan van den Dale ou, latinisé, Jo. de Valle, né à Diest (?) vers 1460 et mort à Bruxelles (?) en 1522, est un sculpteur, peintre doreur et poète moyen-néerlandais de la fin du XVe et du début du XVIe siècle, membre de deux chambres de rhétorique bruxelloises : Mariacransken et Violette.

## Biographie
Il serait le fils de Godevairde van den Dale, un sculpteur de Zichem, près de Diest. À base de résidus idiomatiques d'un dialecte de l'est du Brabant dans ses œuvres littéraires, certains auteurs seraient prêts à admettre qu'il est originaire de cette région.
Vers 1494, il devint bourgeois de Bruxelles. Il se maria avec Lysbeth vander Coutere, dont il eut neuf enfants : Lynken, Joerken, Janneken, Lysken, Berbelken, Fronsoysken, Henneken, Lynken et Jheronemynken.
Il aurait été le patron de la guilde des peintres à partir de 1506-1507.
Lorsqu'il adhéra à la confrérie de Notre Dame des Sept-Douleurs, le 24 mars 1498, il devint aussi « facteur » d'une chambre de rhétorique, De Violette, qui fusionna, le 15 septembre 1507, avec les Leliebroeders, dont les facteurs étaient Jan Smeken et Pertcheval. Plus tard, il rejoignit une autre chambre de rhétorique à Bruxelles, Het Mariencransken. Son nom n'apparaît plus dans cette fonction après 1522.

## Œuvres sculpturales et peintures
On lui attribue la polychromie d'un Christ en croix (vers 1505) de la chapelle Notre-Dame des Aveugles de Bruges, ainsi que quelques blasons du Liber authenticus à Bruxelles (en particulier le lion de gueules sur champ d'or, avec son nom et les devises des chambres de rhétorique), la polychromie du retable de la confrérie de Saint-Louis à Bruxelles, dont les volets sont peints par Colin de Co(u)ter(e), qui est peut-être son beau-père.

## Œuvres littéraires

### De ure vander doot
De ure vander doot (L'Heure de la mort), est un long poème strophique. Le contenu en est le suivant : le poète a une vision dans sa chambre d'étude. Il se retrouve dans un agréable jardin avec cinq belles femmes. Le plaisir ne dure pas longtemps, car un horrible monstre surgit lors d'un violent orage. Cet animal représente la mort et vient réclamer le poète. Horrifié, celui-ci demande le report de sa sentence d'un an, d'un mois, d'une semaine, d'un jour, voire d'une heure. Le monstre refuse. Enfin, une vierge apparaît avec un bébé, et il lui est accordé une heure de sursis. Pendant ce temps, les belles femmes ont disparu. L'heure est consacrée à une longue et triste lamentation sur sa vie vécue en vain. Il encourage alors les gens à réfléchir sur leurs dernières heures. Au moment où il veut rédiger son testament, l'heure qui lui a été accordée est passée, et l'enfant frappe avec un maillet sur l'horloge. Épouvanté, le poète se réveille tout en sueur.
Il décide alors de noter sa vision onirique, tout en lui fournissant une explication. Le verger est la fleur de la jeunesse et de la vie ; les cinq femmes sont les cinq sens ; la belle vierge à l'enfant est Marie et l'enfant Jésus ; l'horloge représente le temps accordé par Dieu. De nouveau, il incite tout le monde à se préparer à l'heure de la mort, et il supplie Dieu de lui accorder que sa dernière heure soit bénie.
Ce poème peut être considéré comme une émanation caractéristique de l'esprit médiéval, où la mort occupe le devant de la scène. Il se peut que l'œuvre soit inspirée ou influencée par les Saintes Écritures, notamment par les Psaumes et le livre de Job.

### Lof hostie[10]
Ce « refrain », proche du poème Lof vanden heyligen Sacramente d'un autre rhétoricien, Anthonis de Roovere, est attribué à l'auteur sur la base d'un acrostiche formant son nom : « Jan van den Dale schildere » (peintre). En 1524, cette louange de l'hostie est publiée dans un recueil de refrains de Jan van Stijevoort.

### De stove
De stove est un poème strophique sur un homme aux écoutes dans des bains publics, un type d'établissement naguère de mauvaise réputation, parfois associé aux lieux de débauche. Il y apprend les problèmes conjugaux de deux femmes ainsi que les bons conseils que l'une d'elles donne à l'autre. L'endroit où se déroulent ces événements et la façon dont l'auteur aborde un sujet situé dans un tel lieu seraient assez exceptionnels dans la littérature moyen-néerlandaise.
De stove est imprimé à Anvers en 1528, chez Willem Vorsterman à l'enseigne de la Licorne d'or, et réimprimé par l'éditeur anversois Godtgaf Verhulst

## Notoriété
Van den Dale remporta le prix du concours de la chambre de rhétorique Den Boeck, remis par Philippe le Beau : un anneau d'or orné d'un diamant précieux.
De ure vander doot demeurait populaire aux Pays-Bas. Imprimé à Louvain en décembre 1543 par Reynier Velpen de Diest, cet ouvrage fut réimprimé en 1574 à Anvers par Gheraert Smits à l'enseigne de la Rose d'or, et de nouvelles éditions parurent à Gand en 1576, à Anvers en 1601, à Delft en 1652, à Amsterdam vers 1590 et même encore en 1710. De plus, une traduction française sortit des presses à Anvers, chez Guislain Janssens, à l'enseigne du Coq veillant, en 1594. De ure vander doot aurait influencé le poète humaniste Johan Baptista Houwaert (1533-1599), notamment son De vier wterste, pour lequel il aurait emprunté des vers entiers à Van den Dale.
Les éditeurs des Spelen van Sinne de 1562 confirment qu'il était toujours tenu en haute estime à l'époque,. Ils parlent de Van den Dale comme d'un « fameux rhétoricien ».
Lowijs Guicciardijn, neveu de Francesco, dans sa description de tous les Pays-Bas, publiée à Anvers en 1567, le considère comme un bon sculpteur et élégant poète.

## Ressources

### Œuvres connues
- Lof hostie, vers 1510-1511 (?), première publication connue : 1524
- De ure van der doot, vers 1516 (?)
- De stove, première publication connue : 1528